# Élection du président du Parti travailliste écossais en 2011
L'élection du président du Parti travailliste écossais en 2011 a eu lieu en 2011 pour élire le nouveau président et président adjoint du Parti travailliste écossais à la suite de la décision de Iain Gray de ne pas se présenter à l'élection à cause de la défaite aux élections parlementaires de mai. La présidente adjoint Johann Lamont est candidate alors elle ne peut plus assurer ses fonctions, il y a donc aussi une élection pour la vice-présidence. Johann Lamont est élu présidente du parti et Anas Sarwar, vice-président.

## Présidence

### Candidats
| Nom | Nom | Nom           | Mandat(s)                                                                     |
| --- | --- | ------------- | ----------------------------------------------------------------------------- |
|     |     | Johann Lamont | Député pour Glasgow Pollok (depuis 1999) Vice-présidente du parti (2008-2011) |
|     |     | Ken Macintosh | Député pour Eastwood (depuis 1999)                                            |
|     |     | Tom Harris    | Député pour Glasgow South (depuis 2005)                                       |

### Résultats
|  | Johann Lamont | 17,78 % | 12,18 % | 21,81 % | 51,77 % |
|  | Ken Macintosh | 13,78 % | 17,71 % | 8,80 %  | 40,28 % |
|  | Tom Harris    | 1,78 %  | 3,44 %  | 2,73 %  | 7,95 %  |

## Vice-Présidence

### Candidats
| Nom | Nom | Nom             | Mandat(s)                                                                                 |
| --- | --- | --------------- | ----------------------------------------------------------------------------------------- |
|     |     | Anas Sarwar     | Député pour Glasgow Central (depuis 2010)                                                 |
|     |     | Ian Davidson    | Député pour Glasgow South West (depuis 2005)                                              |
|     |     | Lewis Macdonald | Député pour Aberdeen Central (1999-2011) Député pour le North East Scotland (depuis 2011) |

### Résultats
|  | Anas Sarwar     | 22,22 % | 20,34 % | 8,53 %  | 51,10 % |
|  | Ian Davidson    | 4,44 %  | 8,47 %  | 20,37 % | 33,28 % |
|  | Lewis Macdonald | 6,67 %  | 4,52 %  | 4,44 %  | 15,62 % |